# Berkey
Berkey és una vila dels Estats Units a l'estat d'Ohio. Segons el cens del 2000 tenia 265 habitants.

## Demografia
Segons el cens del 2000, Berkey tenia 265 habitants, 98 habitatges, i 81 famílies. La densitat de població era de 24,5 habitants per km².
Dels 98 habitatges en un 39,8% hi vivien nens de menys de 18 anys, en un 69,4% hi vivien parelles casades, en un 10,2% dones solteres, i en un 17,3% no eren unitats familiars. En el 15,3% dels habitatges hi vivien persones soles el 8,2% de les quals corresponia a persones de 65 anys o més que vivien soles. El nombre mitjà de persones vivint en cada habitatge era de 2,7 i el nombre mitjà de persones que vivien en cada família era de 3,04.
Per edats la població es repartia de la següent manera: un 29,4% tenia menys de 18 anys, un 3,8% entre 18 i 24, un 30,2% entre 25 i 44, un 25,3% de 45 a 60 i un 11,3% 65 anys o més.
L'edat mediana era de 37 anys. Per cada 100 dones de 18 o més anys hi havia 94,8 homes.
La renda mediana per habitatge era de 60.500 $ i la renda mediana per família de 65.313 $. Els homes tenien una renda mediana de 46.000 $ mentre que les dones 31.875 $. La renda per capita de la població era de 25.944 $. Cap de les famílies estaven per davall del llindar de pobresa.

## Poblacions properes
El següent diagrama mostra les poblacions més properes.